# 박동경
박동경(1964년 3월 3일 ~)은 삼성 라이온즈에서 뛰었던 전 야구 선수다. 등번호는 19번(83~85년 삼성) 30번(86~88년 삼성) 31번(롯데)이고 서울고등학교를 졸업했으며 1982년 말 해태 타이거즈에 스카우트됐으나  해태가 계약을 포기하자 고향 팀 삼성 라이온즈에 입단했다.

## 같이 보기
- 1987년 삼성 라이온즈 시즌